# Ravel (cratère)
Pour les articles homonymes, voir Ravel (homonymie).
Ravel est le nom d'un cratère d'impact présent sur la surface de Mercure. 
Le cratère fut ainsi nommé par l'Union astronomique internationale en 1985 en hommage au compositeur français Maurice Ravel. 
Son diamètre est de 78 km. Il se situe dans le quadrangle de Kuiper (quadrangle H-6) de Mercure.